# Enhydra macrodonta
Enhydra macrodonta — вимерла великозуба морська видра, що відома з середнього плейстоцену в Каліфорнії.

## Опис
Enhydra macrodonta є близьким родичем живої Enhydra lutris. Як випливає з назви, вид можна відрізнити від сучасного калана завдяки більшим і міцнішим зубам.
Викопні рештки великозубого калана датуються між 700 і 500 kA.